# 生きる歓び
『生きる歓び』（いきるよろこび、伊: Che gioia vivere、仏: Quelle joie de vivre）は、1961年のイタリア・フランス合作映画である。
ルネ・クレマンとグァルティエロ・ヤコペッティの共作を映画化している。テロやゲリラなどが出てくる題材でありながらも深刻にならずに描き、ユーモアと恋愛をも絡めたライト・コメディにも近い異色青春映画である。アラン・ドロンがアナーキスト一家の娘と恋に落ちる青年を演じている。

## キャスト
| 役名                     | 俳優               | 日本語吹替 | 日本語吹替 |
| 役名                     | 俳優               | NHK総合版  | TBS版      |
| ------------------------ | ------------------ | ---------- | ---------- |
| ユリス                   | アラン・ドロン     | 堀勝之祐   | 野沢那智   |
| フランカ・フォッサーティ | バルバラ・ラス     | 鈴木弘子   | 塚田えみ子 |
| オリント・フォッサーティ | ジーノ・チェルヴィ | 外山高士   | 大宮悌二   |
| ローザ・フォッサーティ   | リナ・モレリ       |            | 島美弥子   |
| 祖父                     | カルロ・ピサカーネ |            | 槐柳二     |
| ゴルゴラーノ             | パオロ・ストッパ   |            |            |

- NHK総合版：放送日1971年2月7日(日) 14:30～16:00
- TBS版：放送日1973年5月5日(土)

## スタッフ
- 監督・脚本：ルネ・クレマン
- 原案：グァルティエロ・ヤコペッティ
- 製作総指揮：フランコ・マグリ
- 脚本：ピエロ・デ・ベルナルディ、レオ・ベンヴェヌーティ
- 撮影：アンリ・ドカエ
- 音楽：アンジェロ・フランチェスコ・ラヴァニーノ（イタリア語版）